# Parafia św. Małgorzaty w Kiernozi
Parafia Świętej Małgorzaty w Kiernozi – parafia należąca do dekanatu Sanniki diecezji łowickiej. Erygowana w XIV wieku. Mieści się przy ulicy Kościuszki. Duszpasterstwo w niej prowadzą księża diecezjalni.

## Zasięg parafii
Terytorium parafii obejmuje miejscowości: Brodne-Józefów, Brodne-Towarzystwo, Chruśle, Czerniew, Jadzień, Jerzewo, Kiernozia, Lasocin, Natolin Kiernoski, Niedzieliska, Osiny, Sokołów-Kolonia, Sokołów-Towarzystwo, Teresew, Tydówka, Wiśniewo, Zamiary.